# 머치웬록

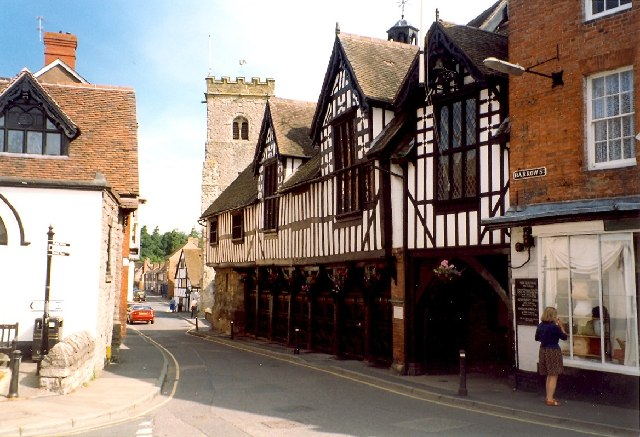
머치웬록

머치웬록(Much Wenlock)은 영국 슈롭셔주(Shropshire)에 있는 조그만 마을로 웬록 올림픽으로 유명하다.